# Žaltman
Žaltman (dříve též Hexenstein) je nejvyšší hora Jestřebích hor, okrsku Broumovské vrchoviny. Vrchol se nachází 2 km severně od Malých Svatoňovic a 9 km východně od Trutnova.

## Přístup
Přes vrchol vede zeleně  značená odbočka z cesty po hřebeni Jestřebích hor, necelých 200 metrů od vrcholu vede i cyklotrasa č. 4091.
Okolí přístupových cest je bohaté na zaniklá důlní díla a lehká opevnění.

## Rozhledna
Na vrcholu původně stála kovová rozhledna Žaltman, postavená roku 1967 místním národním výborem v Malých Svatoňovicích za pomoci členů TJ Baník a KČT. Rozhledna byla otevřena pro veřejnost 24. září 1967. Rozhledna byla demontována v říjnu 2019.
Od září roku 2020 stojí na vrcholu nová rozhledna. Slavnostní otevření rozhledny proběhlo 24. září 2020.
Na vyhlídkovou plošinu je přístup přes točité schodiště a je z ní panoramatický výhled na Krkonoše (Sněžka a Černá hora), Rýchory, Vraní hory (Královecký Špičák), Adršpašsko-teplické skály (Čáp), Góry Kamienne (Waligóra), Javoří hory, Soví hory (Velká Sova), Ostaš, Broumovské stěny, Stolové hory (Velká Hejšovina), Králický Sněžník, Orlické hory, Rtyňsko, Úpicko, Kunětickou horu, Zvičinu, Kumburk, Tábor a blízké okolí.